# ديميترو زاجيو
كان ديميترو زاجيو(بالأوكرانية: Дмитро Зайців؛ 17 فبراير 1897م - ديسمبر 1976م) عالم حشرات أوكراني وبرازيلي، اشتُهر بمجموعته، وباكتشافاته العديدة عن الخنافس. ولد في فيليكا ميخائيلفكا، بـأوكرانيا وتوفي في ريو دي جانيرو، البرازيل. كان مؤلفًا عن اثنين من الأجناس والأنواع الجديدة من الخنافس ذات القرون الطويلة الاستوائية( Coleoptera Cerambycidae)، 1957م، مساهمة في دراسة خنافس القرون الطويلة في ريو دي جانيرو (Coleoptera Cerambycidae)، 1958م، وكان أول من وصف الأجناس أديسمويدس،Pseudogrammopsis، بالإضافة إلى الأنواع Beraba angusticollis, Mionochroma subaurosum ، من بين العديد من الأنواع الأخرى.

### روابط خارجية
- Зайців Дмитро Варфоломійович
- ［材採編］　ハセガワトラカミキリ